# Rita Montagnana
Rita Montagnana (Torino, 6 gennaio 1895 – Roma, 18 luglio 1979) è stata una politica italiana, esponente e parlamentare del Partito Comunista Italiano e una delle 21 donne elette all'Assemblea costituente italiana.

## Biografia
Figlia di Moise Montagnana di Fossano e di Consolina Segre di Saluzzo, di famiglia ebraica originaria di Mondovì, sarta di professione, si dedicò fin da giovanissima all'attività politica, diventando dirigente provinciale e regionale del movimento giovanile socialista. Nel 1917 partecipò alle rivolte torinesi per il pane, nel 1919 al movimento dei Consigli operai e all'occupazione delle fabbriche; nel 1921, insieme al fratello Mario Montagnana, futuro direttore de l'Unità, partecipò alla fondazione del Partito Comunista d'Italia, sezione italiana dell'Internazionale, e fu delegata al III Congresso dell'Internazionale Comunista a Mosca.
Nel 1922 fondò il giornale La compagna, organo del movimento femminile del Partito comunista. Conobbe Palmiro Togliatti nella redazione de L'Ordine Nuovo, la rivista fondata a Torino nel 1919 dalla minoranza comunista del Partito socialista, diretta da Antonio Gramsci, e lo sposò nel 1924. L'anno dopo nacque il loro unico figlio, Aldo (29 luglio 1925 - 9 luglio 2011). Emigrò insieme con il marito in Francia, poi in Unione Sovietica, alternando lunghe presenze in Francia e Svizzera.
Fu in Spagna tra il 1936 e il 1938, nel corso della guerra civile spagnola. Rientrò in Italia nel maggio 1944 e, dopo la liberazione di Roma, fu dirigente della sezione femminile del Partito Comunista Italiano e fondatrice dell'Unione Donne Italiane (UDI). Fu una delle organizzatrici delle prime celebrazioni italiane, nell'immediato dopoguerra, della Giornata internazionale della donna; a lei, a Teresa Mattei e a Teresa Noce si deve, tra l'altro, la scelta della mimosa come simbolo dell'8 marzo.
Fu eletta all'Assemblea costituente nel XIII collegio (Bologna-Ferrara-Forlì-Ravenna), prima fra gli eletti del PCI, con 68.722 voti di preferenza. Successivamente divenne senatrice nella I legislatura, eletta in Emilia-Romagna nel collegio di Imola. 
Nel 1948 fu lasciata da Togliatti per Nilde Iotti. Dopo il 1958 abbandonò progressivamente l'attività politica, anche in seno al Partito Comunista Italiano. 
Morì a Roma nel 1979 e fu sepolta nel Cimitero Parco di Torino.

## Scritti
- Ricordi dell'Unione Sovietica, APE, Roma, 1944
- Che cos'è il Kolcos, Società editrice L'Unità, Roma, 1945
- La famiglia, il divorzio, l'amore nel pensiero delle donne comuniste, APE, Roma, 1945
- Contadini nell'URSS, Società editrice L'Unità, Roma, 1945
- La donna nella rinascita dell'Italia: rapporto dell'on. Rita Montagnana alla Prima conferenza nazionale dell'UDI: Roma, 6-7-8 settembre 1946, Roma, 1946
- Nidi d'infanzia e mense aziendali, Roma, 1954